# Raigō

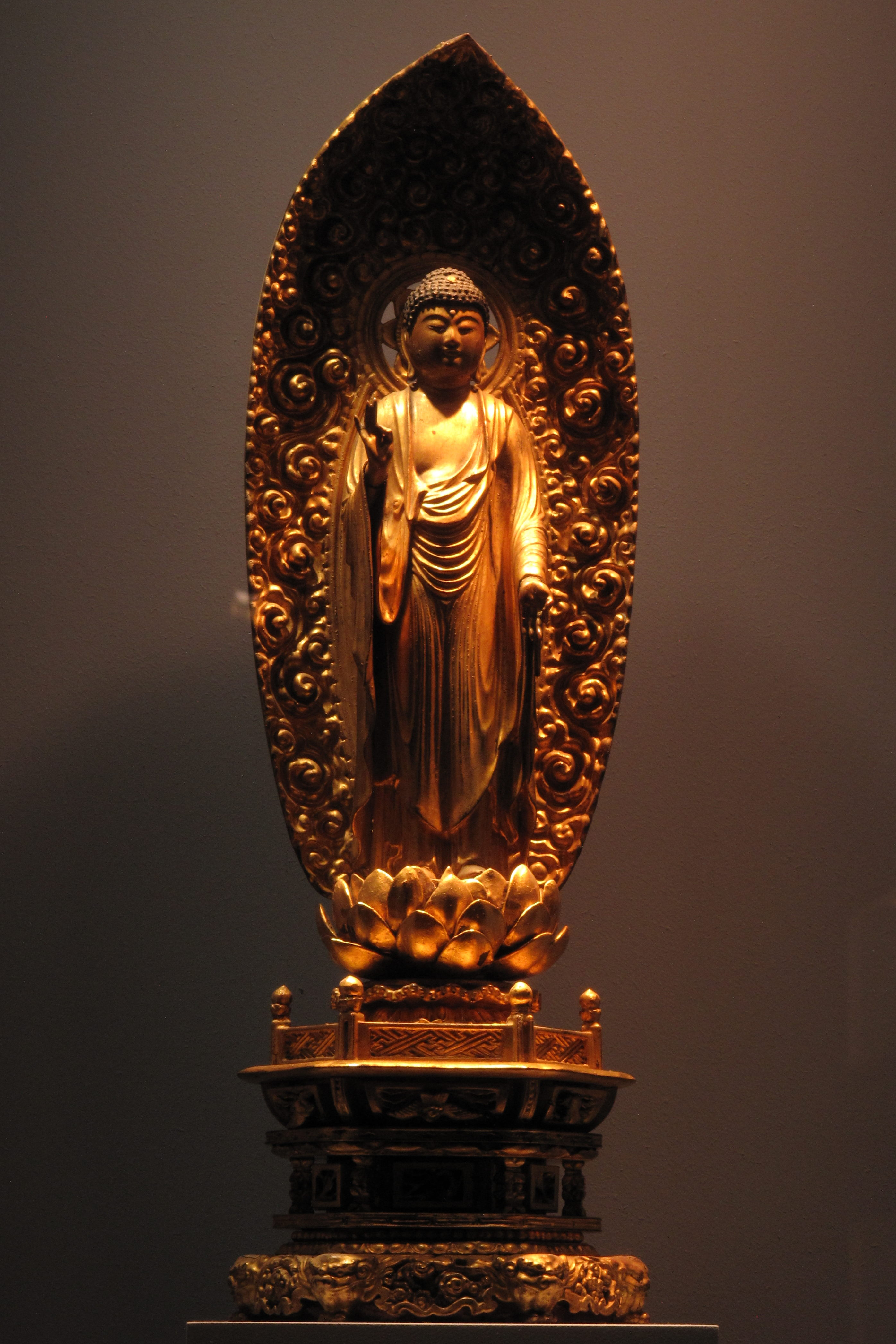
Statue consacrée en 1722 d'un Bouddha Amida faisant le signe raigō. Exposée au Musée d'histoire de Berne.

Un raigō (来迎, « approche accueillante ») est une apparition d'Amida Bouddha sur un nuage pourpre au moment de la mort de quelqu'un. Il a donné lieu à un type de peinture japonaise (le raigō-zu) du Bouddha accompagné de Bodhisattvas. En tant que rituel, ce genre de peinture est apporté dans la maison d'une personne proche de la mort.
Parmi les classes supérieures, les peintures et sculptures raigō sont devenues très populaire car elles représentent le Bouddha Amida qui descend en célébration par rapport à leurs parents morts ou à leur propre maison. Certaines de ces peintures relèvent clairement du genre « yamato-e », ou peintures japonaises, en ce qu'elles donnent aux artistes une occasion de peindre des paysages japonais.